# Eric Franke
Eric Franke (Berlín, 15 de agosto de 1989) es un deportista alemán que compite en bobsleigh en las modalidades doble cuádruple.
Participó en los Juegos Olímpicos de Pyeongchang 2018, obteniendo una medalla de plata en la prueba cuádruple (junto con Nico Walther, Kevin Kuske y Alexander Rödiger).
Ganó tres medallas en el Campeonato Mundial de Bobsleigh y Skeleton entre los años 2017 y 2021, y tres medallas en el Campeonato Europeo de Bobsleigh entre los años 2017 y 2021.

## Palmarés internacional
| Juegos Olímpicos   | Juegos Olímpicos            | Juegos Olímpicos  | Juegos Olímpicos |
| Año                | Lugar                       | Medalla           | Prueba           |
| ------------------ | --------------------------- | ----------------- | ---------------- |
| 2018               | Pyeongchang (Corea del Sur) | Medalla de plata  | Cuádruple        |
| Campeonato Mundial |                             |                   |                  |
| Año                | Lugar                       | Medalla           | Prueba           |
| 2017               | Königssee (Alemania)        | Medalla de bronce | Cuádruple        |
| 2020               | Altenberg (Alemania)        | Medalla de bronce | Cuádruple        |
| 2021               | Altenberg (Alemania)        | Medalla de plata  | Doble            |
| Campeonato Europeo |                             |                   |                  |
| Año                | Lugar                       | Medalla           | Prueba           |
| 2017               | Winterberg (Alemania)       | Medalla de plata  | Cuádruple        |
| 2020               | Winterberg (Alemania)       | Medalla de bronce | Cuádruple        |
| 2021               | Winterberg (Alemania)       | Medalla de plata  | Doble            |